# Variimorda fagniezi
Variimorda fagniezi là một loài bọ cánh cứng trong họ Mordellidae. Loài này được Méquignon miêu tả khoa học năm 1946.